# Rönnören (Kumlinge, Åland)
Rönnören är skär i Åland (Finland). De ligger i Skärgårdshavet och i kommunen Kumlinge i landskapet Åland, i den sydvästra delen av landet. Öarna ligger omkring 60 kilometer nordöst om Mariehamn och omkring 230 kilometer väster om Helsingfors. 
Arean för den av öarna koordinaterna pekar på är 3,8 hektar och dess största längd är 330 meter i nord-sydlig riktning. Trakten är glest befolkad. Närmaste större samhälle är Brändö, 11,1 km öster om Rönnören.